# Jordlöss
Jordlöss (Zoraptera) är en ordning i klassen insekter. De cirka 30 recenta (nu levande) arterna listas alla i familjen Zorotypidae som består av ett enda släkte, Zorotypus.

## Utbredning
Dessa djur lever i tropiska och subtropiska områden i marken, under trädens bark och i termitstackar.

## Utseende och ekologi
Jordlöss uppnår en maximal kroppslängd av 2 till 3 millimeter och de saknar kroppsfärg. De har fasettögon, punktögon eller inga ögon alls. Hos alla arter finns två typer som skiljer sig i utseende. Den första typen har ögonen och vingar. Denna typ är ansvarig för upphittandet av nya boplatser. Efter flytten avkastar de sina vingar. Den andra typen med de flesta individerna stannar hela tiden i samma koloni.
Arterna påminner i levnadssättet om termiter. De förekommer däremot oftast i trädens mulm och sällan i marken. De bildar mindre kolonier av 15 till 120 individer och livnär sig av svampdelar (mycel), kvalster och döda växtdelar.

## Evolution
Fossil av jordlöss hittades i bärnsten från perioden krita. Dessa djur liknade jordlöss från idag i stort sett och fanns redan vid denna tid i två typer. Även utbredningsområdet befann sig i tropiska regioner och det antas att det skedde nästan inga förändringar med jordlöss under de senaste årmiljonerna.